# حلال بنفش ۱۳
حلال بنفش ۱۳ (به انگلیسی: Solvent Violet 13) یک ترکیب شیمیایی با شناسه پاب‌کم ۶۶۸۰ است.